# Mortalitat catastròfica
Mortalitat catastròfica és el nom amb el qual en la demografia es coneix el tipus de mortalitat anual que difereix de la mortalitat habitual, com a conseqüència d'algun esdeveniment que eleva de forma puntual la taxa de mortalitat.
Aquests esdeveniments han d'ésser d'alguna manera extraordinaris i sobtats, com ho poden ser una guerra, una epidèmia o una fam.
La mortalitat catastròfica acostuma a ser característica de l'Antic règim demogràfic, i la seva repetició periòdica al llarg d'una sèrie secular d'anys de comportament demogràfic habitual (taxes elevades de natalitat i mortalitat), elimina el creixement natural que s'haguera produït, en compliment de l'anomenada trampa malthusiana, donat que s'explica que és el mateix creixement de la població el que pressiona el medi natural i social fins a provocar les catàstrofes
Entre els exemples que la historiografia ha estudiat es troben les crisis seculars del segle xiv o XVII.
L'edat contemporània elimina la major part de les conseqüències demogràfiques de les fams i les epidèmies (però no de les guerres), malgrat que hi ha excepcions, com l'anomenada grip espanyola de 1917 (més mortífera que la simultània Primera Guerra Mundial).